# Матвеевское (Шарьинский район)
Матвеевское — село в составе Головинского сельского поселения Шарьинского района Костромской области России.

## История
В 1916 году в селе была построена деревянная Троицкая церковь.
До 2010 года село являлось административным центром Матвеевского сельского поселения.

## Население
| 2008 | 2010 | 2014 |
| ---- | ---- | ---- |
| 25   | ↘0   | ↗20  |